# Jean-Marc Bideau
Pour les articles homonymes, voir Bideau.
Jean-Marc Bideau, né le 8 avril 1984 à Quimperlé, est un coureur cycliste français, professionnel de 2007 à 2016.

## Biographie

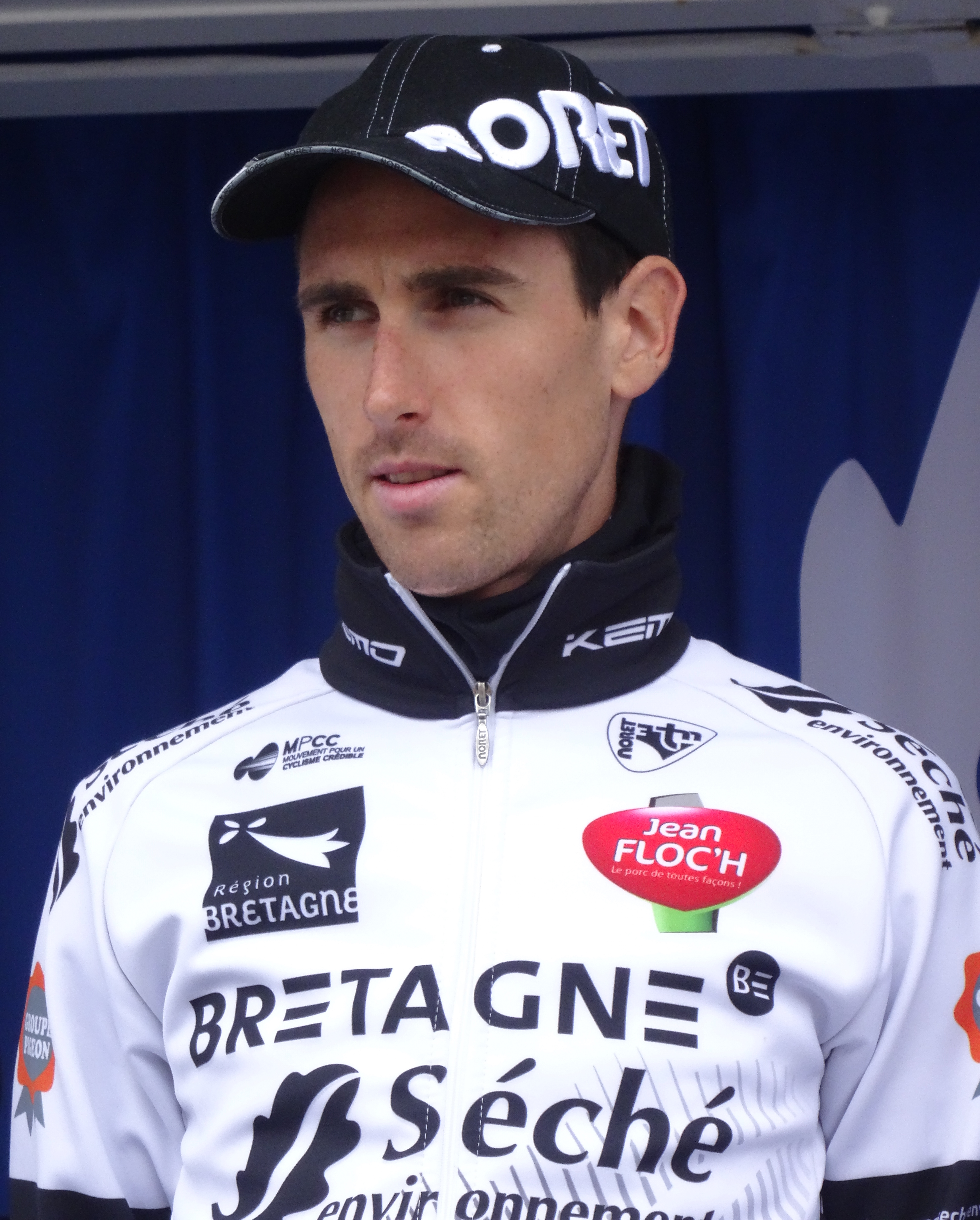
Jean-Marc Bideau lors du départ de la 2e étape des Quatre Jours de Dunkerque 2014 à Hazebrouck.

Jean-Marc Bideau commence sa carrière de coureur professionnel en 2007 dans l'équipe continentale belge Unibet.com Continental, réserve de l'équipe ProTour Unibet.com. Durant cette saison, il réside en Belgique avec ses coéquipiers Lucas Persson, Viktor Folkesson et Florian Guillou. Ce dernier a été son coéquipier précédemment au VS Scaër, club dans lequel il débute à 12 ans et chez Super Sport 35-ACNC.
En 2008, Jean-Marc Bideau et Florian Guillou sont engagés par l'équipe continentale française Roubaix Lille Métropole. Ses meilleurs résultats durant cette saison sont la troisième place du Grand Prix de Beuvry-la-forêt, la huitième place du Grand Prix de Pérenchies, la douzième place du Grand Prix de Fourmies et la onzième place de la Route du Sud.
Bien que Roubaix Lille Métropole souhaite le conserver en 2009, Jean-Marc Bideau rejoint l'équipe continentale Bretagne-Schuller. En avril, il est victime d'une fracture de la clavicule lors de la cinquième étape du Tour de Bretagne. Il revient sur la route au début du mois de juin. À la fin du mois, lors du championnat de France sur route, il effectue un travail important pour rattraper Christophe Riblon et Guillaume Levarlet, permettant ainsi à son coéquipier et partenaire d'entraînement Dimitri Champion de remporter le titre,,. En juillet, il gagne une étape du Kreiz Breizh Elites. Souffrant d'une mononucléose, il met fin à sa saison en août.
En 2012, il gagne l'épreuve française Paris-Troyes et renouvelle ce succès en 2013.
Il participe pour la première fois au Tour de France l'année suivante et termine l'épreuve à la 115e position du classement général.
En 2015, comme en 2009, il subit une mononucléose qui l'affecte entre mai et juillet. En août, lors de la deuxième étape de l'Arctic Race of Norway, Bideau, à la faveur d'une échappée et du passage d'une difficulté en tête, s'adjuge une récompense de 500 kg de saumon. En octobre, il chute au cours du Tour d'Émilie. Il est atteint d'une double fracture du bassin, ce qui le prive de cyclisme sur route pour une durée estimée de trois mois. Au repos forcé et ayant dû passer 45 jours alité, il goûte de nouveau à la compétition le 2 mars 2016 sur le Samyn.

## Palmarès
- 2002

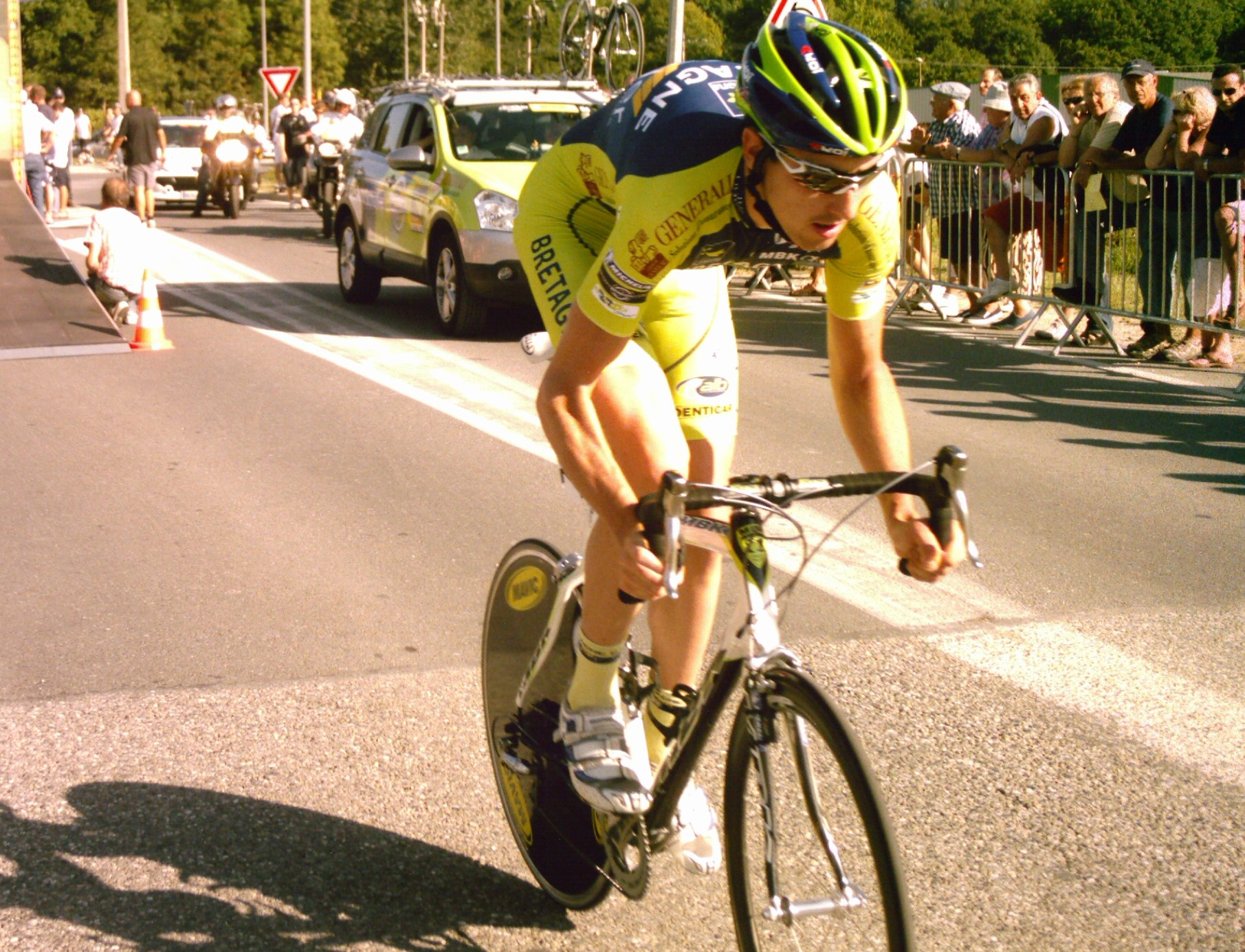
Jean-Marc Bideau au Tour de l'Ain 2009

  - 2e du Tour du Morbihan Juniors
- 2003
  - Grand Prix de Beuzec-Conq
- 2006
  - 3e du Grand Prix de Névez
- 2007
  - Grand Prix d'Affligem
  - 3e étape de l'Arden Challenge
  - 2e de la Flèche ardennaise
- 2008
  - 2e étape du Circuit des plages vendéennes
  - 3e du Grand Prix de Beuvry-la-Forêt
- 2009
  - Souvenir Jean-Floc'h
  - 3e étape du Kreiz Breizh Elites
  - 2e de l'Étape du Tour
  - 3e du Grand Prix de Lillers
- 2010
  - 2e du Grand Prix de Lillers
  - 2e de Paris-Troyes
- 2011
  - 5e étape du Tour de Normandie
  - Prologue du Tour Alsace (contre-la-montre par équipes)
  - 3e de Paris-Mantes en Yvelines
- 2012
  - Paris-Troyes
  - 6e étape du Tour de Normandie
  - 3e de Paris-Camembert
  - 3e du Tour du Doubs
- 2013
  - Paris-Troyes

## Résultats sur les grands tours

### Tour de France
1 participation
- 2014 : 115e

## Classements mondiaux
| Année           | 2009 | 2010 | 2011 | 2012 | 2013 | 2014 | 2015  |
| --------------- | ---- | ---- | ---- | ---- | ---- | ---- | ----- |
| UCI Europe Tour | 522e | 183e | 287e | 106e | 350e | 427e | 1119e |